# Карл Щруп
Карл Щруп (на немски: Karl Strupp) е германски юрист, специалист по международно право и международно частно право.

## Биография
Роден е в 1886 година в Гота. В 1923 година публикува Documents pour service à l'histoire de droit de gens, 5 тома (още в 1912 излиза: Urkunden zur Geschichte des Völkerrechts, Документи за историята на международното право). От 1926 до 1933 година е професор по международно право във Франкфурт на Майн. Уволнен от нацистите е принуден да емигрира в Истанбул, откъдето в 1935 година заминава за Франция. Преподава в академията за международно право в Хага и член на много научни институти.
В 1929 година Щруп издава на френски книгата си La Situation Juridique des Macedoniens en Yugoslavie (Правното положение на македонците в Югославия). В нея Щруп проследява историческите данни за историята и етнографията на Македония, като представя мненията на учени, историци, слависти и пътешественици. Изводът на Щруп е, че на основа на различието между езика на славянското население в Македония и сръбския език, както и на основа на силно развитото народностно съзнание, македонското славянско население е едно народностно (българско) малцинство – и от международно правно гледище, и в смисъла на сключения между Югославия и всичките сили договор за покровителство на малцинствата от 10 септември 1919 г., влязъл в сила от 16 юли 1920 г.

## Трудове
- Grundzüge des positiven Völkerrechts, 1921 (5 издание 1932)
- Theorie und Praxis des Völkerrechts, 3 тома, 1925
- La situation juridique des Macédoniens en Yougoslavie, Paris, Les Presses universitaires de France, 1929
- Legal machinery for peaceful change, 1937
- Wörterbuchs des Völkerrechts und der Diplomatie, 3 тома, 1924-1929.
- Kriegszustandsrecht, 1916
- Das völkerrechtliche Delikt, 1920
- Eléments du droit international public universel européen et américain, 2 тома, 1930.